# Trebbiano toscano

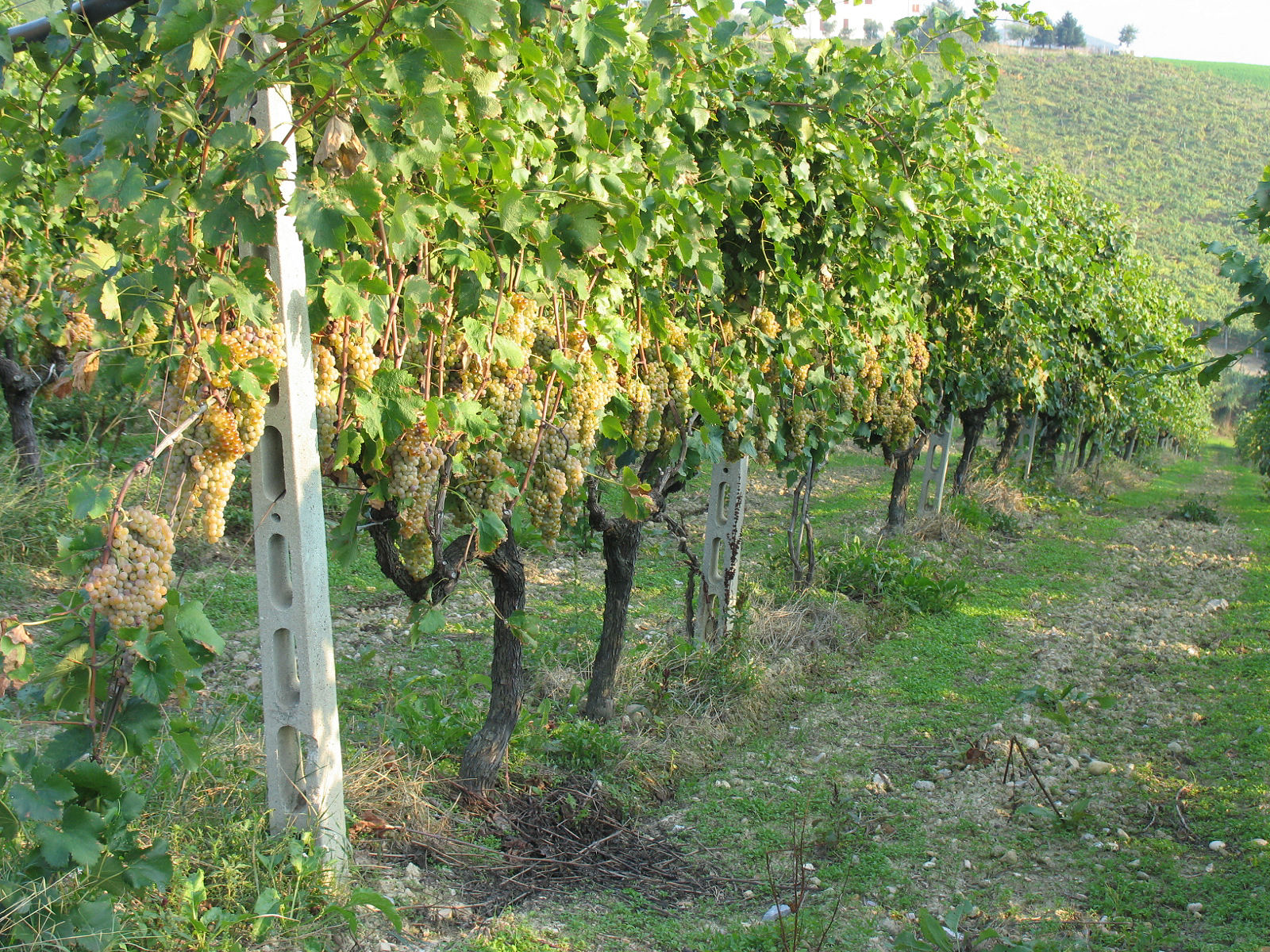
Trebbiano Toscano-druif

De Trebbiano Toscano – ook bekend als Ugni blanc – is een van de oudste en meest aangeplante witte druivenrassen in Italië en Frankrijk. De druif wordt gebruikt voor de productie van wijn maar ook voor wijn die bedoeld is om te destilleren tot brandy. De druiven zijn relatief klein, bevatten veel sap en worden vaak gemengd met de Malvasia. Hoogstwaarschijnlijk is de druif van Toscaanse oorsprong.

## Gebieden
In Italië wordt dit ras in diverse streken verbouwd, bijvoorbeeld in de Orvieto. In Toscane wordt het gebruikt in chianti. Een bijzondere toepassing vindt deze druif in de vin santo.
Nabij de stad Modena wordt de trebbiano gebruikt in de balsamico.
Onder de naam Ugni Blanc wordt hij in Frankrijk gebruikt in de appellaties (AOC) Bordeaux, Entre-Deux-Mers, Palette AOC, Côtes du Rhône, Côtes du Ventoux.
Daarnaast wordt hij ook gebruikt als hoofddruif voor de destillatie van armagnac en cognac.
Andere landen waar deze druif verbouwd wordt zijn: Albanië, Argentinië, Australië, Bulgarije, Spanje, Portugal en Californië in de Verenigde Staten.

## Synoniemen[1]
- Albano
- Armenian
- Biancame
- Biancone
- Blanc Auba
- Blanc Bacca
- Blanc de Cadillac
- Blancoun
- Bobiano
- Bonebeou
- Boriano
- Bragrunha
- Branquinha
- Brocanico
- Brunanico
- Bubbiano
- Buriano
- Buzzetto
- Cadillac
- Cadillate
- Castelli
- Castelli Romani
- Castillone
- Castillonne
- Chantar
- Chatar
- Chator
- Chauche Gris

- Clairette a Grains Ronds
- Clairette d'Afrique
- Clairette de Afrique
- Clairette de Vence
- Clairette Ronde
- Coda di Cavallo
- Coda di Volpe
- Douradina Branco
- Douradinha
- Dourandinha dos Vinhos Verdes
- Dourandinha
- Elba
- Engana Rapazes
- Espadeiro Branco
- Eugana Repazes
- Falanchina
- Greco
- Gredelin
- Hermitage White
- Juni Blan
- Lugana
- Malvasia Fina
- Montonico
- Morterille blanche
- Muscadet
- Muscadet Aigre
- Padeiro Branco
- Paduro Branco

- Passarena
- Passerina
- Pera de Bode
- Perugino
- Procanico
- Procanico dell'Isola d'Elba
- Procanico Portoferraio
- Queune de Renard
- Rolle
- Romani
- Rossan de Nice
- Rossela Blanco
- Rossetto
- Rossola
- Rossola Brandinca
- Rossula
- Roussan
- Roussane
- Roussea
- Rusciola
- Saint Emilion
- Saint Emilion des Charantes
- Saint Emillion
- Santoro
- Shiraz White
- Spoletino
- St. Emilion
- St. Emilion des Charantes

- Talia
- Trebbianello
- Trebbiano
- Trebbiano d'Empoli
- Trebbiano de Toscana
- Trebbiano della fiamma
- Trebbiano di Cesena
- Trebbiano di Cesene
- Trebbiano di Empoli
- Trebbiano di Lucca
- Trebbiano di Tortona
- Trebbiano di Toscana
- Trebbiano Fiorentino
- Trebbiano Forte
- Trebbiano Giallo
- Trebbiano Toscano Bijjeli
- Trebbianollo
- Trebbianone
- Trebiano Toskano
- Tribbiano
- Tribbiano Forte
- Turbiano
- Ugni Blanc
- Uni Belyi
- Unji Blan
- Uva Bianca